# اولنا موچان
اولنا موچان (به انگلیسی: Olena Movchan) ژیمناست زادهٔ ۱۷ اوت ۱۹۷۶ میلادی اهل کشور اوکراین است.